# Mesocorallicythere
Mesocorallicythere is een geslacht van kreeftachtigen uit de klasse van de Ostracoda (mosselkreeftjes).

## Soorten
- Mesocorallicythere sagittaeformis Hartmann, 1974